# Albuca hesquaspoortensis
Albuca hesquaspoortensis är en sparrisväxtart som beskrevs av U.Müll.-doblies. Albuca hesquaspoortensis ingår i släktet Albuca och familjen sparrisväxter. Inga underarter finns listade i Catalogue of Life.